# Punta de Rieles
Punta de Rieles est un quartier historique, industriel et rural de la ville de Montevideo, entouré d'usines, de fermes et de vignobles. Il est situé sur le Camino Maldonado et au début de la route nationale no 8, Brigadier Général Juan Antonio Lavalleja.

## Géographie
Ce quartier est situé au nord-est de Montevideo, il est défini par les limites suivantes : Camino Maldonado, Siberia, Camino Centauro, Varsovia, Camino Delfín, Camino Pandorieles, Géminis, Cañada, Carlomagno, Severino Pose. Il est situé dans la zone 9 avec d'autres quartiers tels que Curva de Maroñas, Flor de Maroñas, Jardines del Hipódromo, Ideal, Bella Italia, Málaga, Ituzaingó, Km 16 Cno. Maldonado et Villa García.

## Histoire
Son nom est dû au fait qu'elle était la station du tram électrique no 54 de la Sociedad Comercial de Montevideo. Il a été inauguré le 16 novembre 1906 et avec la création de l'Administration Municipale des Transports (AMDET) il a été municipalisé en 1947. Ce terminal, avec les années et après la disparition des tramways, s'est avéré être un terminal d'autobus.
En 1968, le ministère de l'intérieur rachetait un terrain à des Jésuites pour y bâtir une prison. Commencent alors des heures sombres pour le quartier, en particulier à partir de 1972, lors de la promulgation de la loi 14.068 Pour la Sécurité de l'état et l'ordre intérieur qui permettait aux tribunaux militaires de juger les opposants politiques. Durant cette période, la militante féministe Lilián Celiberti y est incarcérée pendant 5 ans, de 1979 à 1983. Depuis le retour de la démocratie, l'établissement a organisé un programme de réinsertion original, où les détenus sont encouragés à créer leur activité professionnelle avant leur libération.